# 汽車ぽっぽ (本居長世)
汽車ぽっぽ（きしゃぽっぽ）は、1927年（昭和2年）に本居長世が作詞・作曲した日本の歌曲である。「汽車ポッポ」とも表記される。

## 概要
発表当時、東海道本線は丹那トンネルが着工されていたが、まだ御殿場駅経由のルート（現在の御殿場線）で運転されていた。この曲は、蒸気機関車牽引の列車が最後部に補助機関車（補機）を連結し、プッシュプル（前引き後押し）で御殿場ルートの急勾配を駆け上がっていく様子を歌ったものと言われている。のちに、『うたの科学館シリーズ 世界ののりものの歌 スーパートレインしんかんせん』に有澤孝紀のアレンジで山野さと子が歌唱したバージョンが収録され、越部信義のアレンジで大和田りつことコロムビアゆりかご会が歌唱したバージョンがCDに収録された。

## 歌詞
お山の中行（ゆ）く　汽車ぽっぽ
ぽっぽ　ぽっぽ　黒い煙（けむ）を出し
しゅしゅしゅしゅ　白い湯気ふいて
機関車と機関車が　前引き　後（あと）押し
なんだ坂　こんな坂
なんだ坂　こんな坂
トンネル鉄橋　ぽっぽ　ぽっぽ
トンネル鉄橋　しゅしゅしゅしゅ
トンネル鉄橋　トンネル鉄橋
トンネル　トンネル
トン　トン　トンと　のぼり行く

## 録音した歌手
- 山野さと子
- 大和田りつこ、コロムビアゆりかご会